# Gail Russell
Pour les articles homonymes, voir Russell.

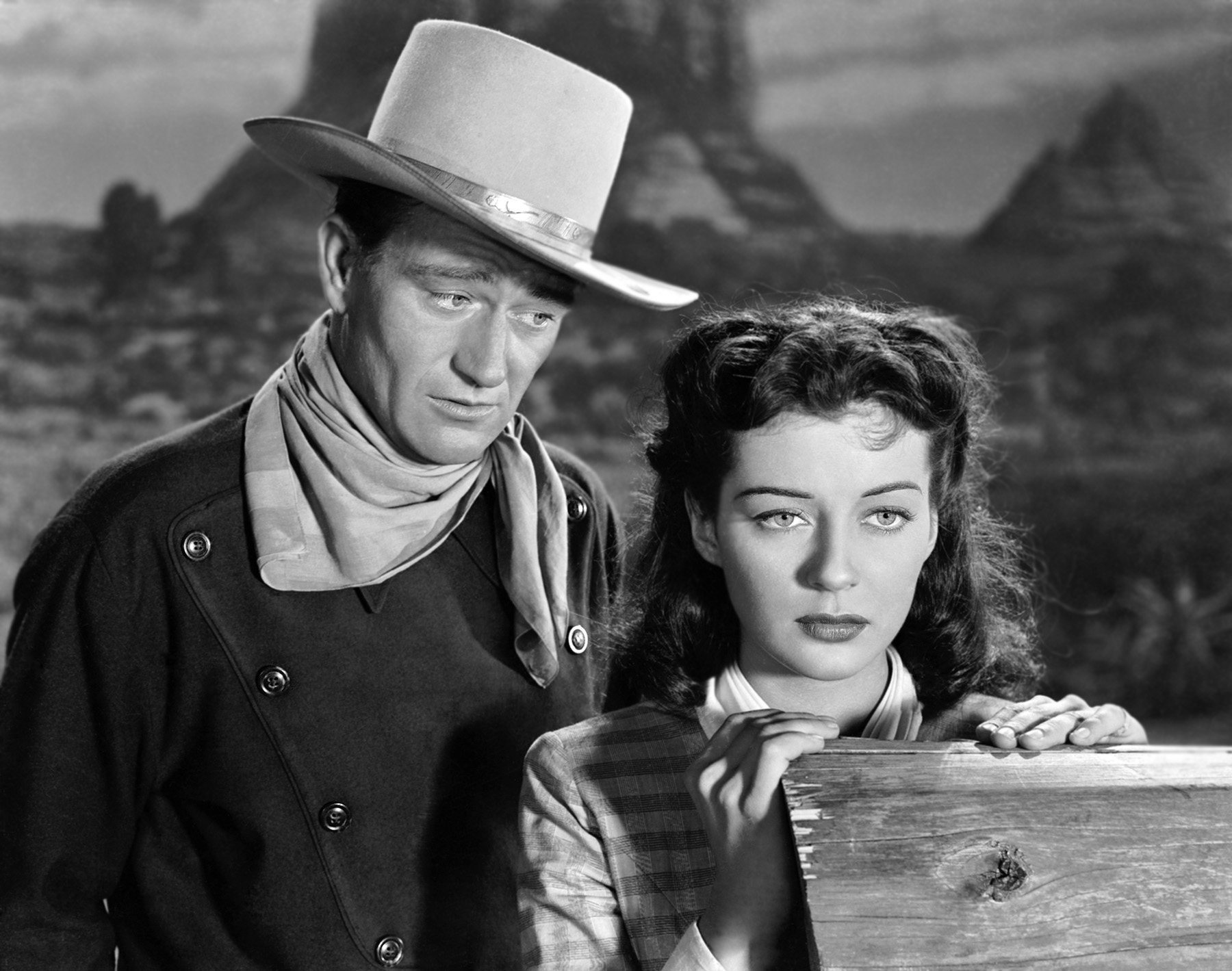
Gail Russell et John Wayne dans L'Ange et le Mauvais Garçon (1947)

Gail Russell était une actrice américaine, née Elizabeth L. Russell à Chicago (Illinois) le 21 septembre 1924, morte d'une crise cardiaque à Los Angeles (Californie) le 26 août 1961.

## Biographie
Gail Russell débute au cinéma en 1943 et entame une carrière prometteuse, tournant notamment deux films aux côtés de John Wayne, L'Ange et le Mauvais Garçon (1947) et Le Réveil de la sorcière rouge (1948). Mais en raison d'un alcoolisme chronique, les studios ne lui proposent aucun rôle entre 1951 et 1956, année où elle réapparaît dans le western Sept hommes à abattre. Après encore trois films, et sa participation à trois séries télévisées, elle meurt prématurément en 1961, d'un arrêt cardiaque consécutif à une surdose d'alcool.
Une étoile lui est dédiée sur le Walk of Fame d'Hollywood Boulevard.   

## Filmographie complète

### Au cinéma
- 1943 : Harry Aldrich gets Glamour de Hugh Bennett
- 1944 : La Falaise mystérieuse (The Uninvited) de Lewis Allen
- 1944 : Our Hearts were Young and Gay de Lewis Allen
- 1944 : Les Nuits ensorcelées (Lady in the Dark) de Mitchell Leisen
- 1945 : Sa dernière course (Salty O'Rourke) de Raoul Walsh
- 1945 : La Taverne de la folie (Duffy's Tavern) de Hal Walker
- 1945 : L'Invisible Meurtrier (The Unseen) de Lewis Allen
- 1946 : Our Hearts were Growing Up de William D. Russell
- 1946 : Quatre filles cherchent un mari (The Bachelor's Daughters) d'Andrew L. Stone
- 1947 : L'Ange et le Mauvais Garçon (Angel and the Badman) de James Edward Grant
- 1947 : Hollywood en folie (Variety Girl) de George Marshall
- 1947 : Meurtres à Calcutta (Calcutta) de John Farrow
- 1948 : Les Yeux de la nuit (Night has a Thousand Eyes) de John Farrow
- 1948 : Le Réveil de la sorcière rouge (Wake of the Red Witch) d'Edward Ludwig
- 1948 : Le Fils du pendu (Moonrise) de Frank Borzage
- 1949 : La Révolte des fauves (Song of India) d'Albert S. Rogell
- 1949 : El Paso, ville sans loi (El Paso) de Lewis R. Foster
- 1949 : Dan Patch le victorieux (The Great Dan Patch) de Joseph M. Newman
- 1950 : Dans les mers de Chine (Captain China) de Lewis R. Foster
- 1950 : Haines (The Lawless) de Joseph Losey
- 1951 : Air Cadet de Joseph Pevney
- 1956 : Sept Hommes à abattre (Seven Men from Now) de Budd Boetticher
- 1957 : La Robe déchirée (The Tattered Dress) de Jack Arnold
- 1958 : Son dernier vol (No Place to Land) d'Albert S. Gannaway
- 1961 : The Silent Call de John A. Bushelman

### À la télévision (séries)
- 1956 : Studio 57, Saison 2, épisode 29 Time, Tide and a Woman
- 1960 : The Rebel, Saison 1, épisode 19 Noblesse oblige (titre original) de Bernard L. Kowalski
- 1960 : Manhunt, Saison 1, épisode 33 Matinee Mobster

## Note
1. ↑  Certaine sources indiquent Brentwood (Californie) comme lieu de décès.